# Ara Hakopian
Ara Hakopian (orm. Արա Հակոբյան, ros. Ара Акопян, Ara Akopian; ur. 4 listopada 1980 w Erywaniu, Armeńska SRR) – ormiański piłkarz, grający na pozycji ofensywnego pomocnika lub napastnika, reprezentant Armenii.

## Kariera piłkarska

### Kariera klubowa
Ara Hakopian rozpoczynał karierę w klubie Dwin Artaszat w Armeńskiej SRR. Następnie przeniósł się do pierwszej ligi rosyjskiej, gdzie reprezentował barwy Ałanii Władykaukaz z Dagestanu. Później często zmieniał kluby. W ojczyźnie grał jeszcze w zespołach: Cement Ararat (później nazywał się Araks Ararat). W 2000 wyjechał do Ukrainy, gdzie trafił do Metałurha Donieck. Jednak w pierwszoligowym klubie nie przebił się do składu i został wypożyczony do drugoligowej Stali Ałczewsk, a potem do Spartaka Erywań, Bananca Erywań i Stali Dnieprodzierżyńsk. Z przerwami często wracał do Stali Ałczewsk, grającej w drugiej lidze. Do sezonu 2004/2005 włącznie zagrał w barwach klubu z Ałczewska 22 razy, zdobył 4 gole (wszystkie mecze w drugiej lidze). W 2005 stracił miejsce w składzie, jednak jego klub awansował do Wyszczej Ligi. W 2007 przeszedł do Illicziwca Mariupol, ale po 5 meczach zmienił klub na mołdawski Zimbru Kiszyniów. Po występach w białoruskim FK Homel w 2009 powrócił do Armenii, gdzie został piłkarzem Miki Asztarak.

### Kariera reprezentacyjna
Od 1997 występuje regularnie w reprezentacji Armenii.